# Ньиве-Мерведе

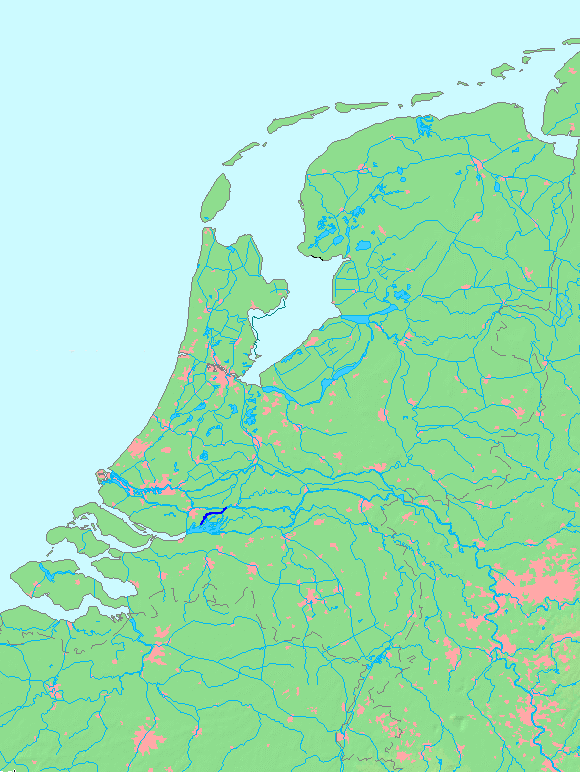
Ньиве-Мерведе (синяя полоска) в дельте Рейна и Мааса

Ньиве-Мерведе (нидерл. Nieuwe Merwede, МФА: [ˈniwə ˈmɛrˌʋeːdə]; «Новая Мерведе») — канал, построенный в 1870 году в Нидерландах в дельте Рейна и Мааса. Его трасса прошла вдоль русел ряда мелких ручьёв, он был построен, чтобы уменьшить риск наводнений, забрав часть воды из Бовен-Мерведе, и чтобы улучшить условия навигации в засоряемой илом дельте.
Ньиве-Мерведе отходит от Бовен-Мерведе на юго-запад в районе Хардинксвелд-Гиссендама, и возле Лаге-Звалюве соединяется с рекой Бергсе-Маас, образуя эстуарий Холландс-Дип.

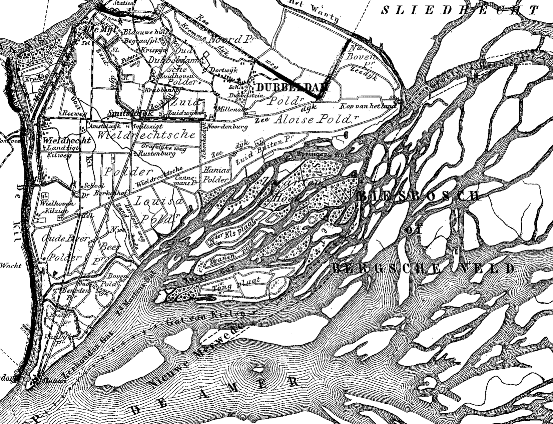
Карта 1868 года с планируемой трассой Ньиве-Мерведе (точки)